# Pseudochromis bitaeniatus
Pseudochromis bitaeniatus är en fiskart som först beskrevs av Fowler, 1931.  Pseudochromis bitaeniatus ingår i släktet Pseudochromis och familjen Pseudochromidae. Inga underarter finns listade i Catalogue of Life.